# Římskokatolická farnost Lysice
Římskokatolická farnost Lysice je územní společenství římských katolíků v městysu Lysice s farním kostelem svatého Petra a Pavla. Farnost je součástí boskovického děkanství v rámci brněnské diecéze. Do farnosti patří kromě Lysic také obce Drnovice, Štěchov a Žerůtky.

## Území farnosti
- Lysice – farní kostel svatého Petra a Pavla, zámecká kaple Panny Marie, hřbitovní kaple Povýšení sv. Kříže
- Drnovice – filiální kostel Nejsvětější Trojice
- Štěchov – kaple sv. Jana Nepomuckého
- Žerůtky – kaple Panny Marie Sněžné

## Historie farnosti
První písemná zmínka o lysickém kostele je z roku 1398. Fara se připomíná od roku 1390, matriky jsou vedeny od roku 1657. V letech 1782–1784 byl kostel prodloužen o rotundu a kněžiště.

## Duchovní správci
Souvislý přehled duchovních správců v Lysicích je znám od první poloviny sedmnáctého století. Mezi roky 1992 a 1996 vykonával funkci faráře František Provazník, následně byl od 1. července 1996 administrátorem Slavomír Bedřich, který byl v říjnu 2010 jmenován farářem. Po něm jako nový administrátor nastoupil od 1. srpna 2014 D. Vít Martin Červenka, OPraem. Toho o rok později vystřídal jako administrátor R. D. Mgr. Michal Cvingráf, který byl k 1. srpnu 2019 ustanoven farářem.

## Bohoslužby
| Kostel                     | Místo    | Bohoslužba (den)            | Hodina                              | Poznámka        |
| -------------------------- | -------- | --------------------------- | ----------------------------------- | --------------- |
| svatého Petra a Pavla      | Lysice   | neděle pondělí pátek sobota | 8.00 18.00 18.00 7.30 (1. v měsíci) | farní kostel    |
| kostel Nejsvětější Trojice | Drnovice | neděle čtvrtek              | 9.30 16.30 (zima)/17.30 (léto)      | filiální kostel |

## Aktivity ve farnosti
Dnem vzájemných modliteb farností za bohoslovce a bohoslovců za farnosti brněnské diecéze je 25. leden. Adorační den připadá na 29. prosince.
Ve farnosti je aktivní společenství živého růžence, modlitby matek, dvakrát měsíčně se konají setkání nad Písmem, jednou měsíčně se schází ženy Modlitebního společenství Lydie k přímluvám za církev a společnost. Farnost se účastní projektu Noc kostelů.
Ve farnosti se pravidelně pořádá tříkrálová sbírka. V roce 2015 se při ní v Lysicích vybralo 43 416 korun, v Drnovicích 31 417 korun a ve Štěchově 4 876 korun.